# Municipio de Everglade
El municipio de Everglade (en inglés: Everglade Township) es un municipio ubicado en el condado de Stevens en el estado estadounidense de Minnesota. En el año 2010 tenía una población de 108 habitantes y una densidad poblacional de 1,16 personas por km².

## Geografía
El municipio de Everglade se encuentra ubicado en las coordenadas 45°37′19″N 96°10′54″O / 45.62194, -96.18167. Según la Oficina del Censo de los Estados Unidos, el municipio tiene una superficie total de 93.42 km², de la cual 93,28 km² corresponden a tierra firme y (0,15 %) 0,14 km² es agua.

## Demografía
Según el censo de 2010, había 108 personas residiendo en el municipio de Everglade. La densidad de población era de 1,16 hab./km². De los 108 habitantes, el municipio de Everglade estaba compuesto por el 100 % blancos. Del total de la población el 0 % eran hispanos o latinos de cualquier raza.